# Tamdhu
Tamdhu ist eine Whiskybrennerei in Knockando, Moray, Schottland und liegt in der Whiskyregion Speyside. Sie liegt in Nachbarschaft zu den Knockando-, Cardhu- und Dailuaine-Brennereien. Der Name leitet sich vom Gälischen ab und bedeutet Kleiner dunkler Hügel. Das Besucherzentrum der Brennerei ist in den schottischen Denkmallisten in die Kategorie C einsortiert.

## Geschichte
Die Brennerei wurde 1897 gegründet und bereits zwei Jahre später an Highland Distillers & Co verkauft. Von 1927 bis 1947 war sie vorübergehend stillgelegt. Die Mälzerei wurde 1951 erneuert und 1972 wurde die Anzahl der Brennblasen von zwei auf vier erhöht. Eine erneute Erweiterung der Kapazität auf sechs Brennblasen fand drei Jahre später statt. Nachdem Highland Distillers aufgekauft wurde, gehörte die Brennerei zur Edrington Group. Sie wurde im März 2010 abermals stillgelegt und im Juni 2011 von dem Unabhängigen Abfüller Ian MacLeod erworben, der 2012 die Produktion wieder aufnahm.

## Produktion
Das benötigte Wasser wird aus der Tamdhu-Quelle erhalten. Das Brennen erfolgt in je drei Grobbrandblasen (Wash Stills) und Feinbrandblasen (Spirit Stills). Die Brennerei ist einer von wenigen Betrieben, die heute noch eine eigene Mälzerei betreiben und die einzige Speyside-Brennerei, die ihren gesamten Malzbedarf selbst deckt. Sie beliefert auch andere Brennereien der Edrington Group.

## Abfüllungen
Der produzierte Whisky wurde im Wesentlichen zur Herstellung von Blends, beispielsweise The Famous Grouse, Cutty Sark und J&B verwendet. Die erste Single-Malt-Abfüllung kam 1976 auf den Markt. Des Weiteren existieren mehrere Abfüllungen unabhängiger Abfüller.
Aktuell (2019) sind von Tamdhu regelmäßig zwei Abfüllungen erhältlich:
- „12 Jahre“, im Sherryfass gelagert
- „Batch Strength“, in Fassstärke abgefüllt, ohne Altersangabe im Sherryfass gelagert